# Billy Redman
William „Billy“ Redman (* 29. Januar 1928 in Manchester; † Dezember 1994 ebenda) war ein englischer Fußballspieler. Der linke Abwehrspieler gehörte zum Kader von Manchester United, der in der Saison 1951/52 die englische Meisterschaft gewann. Darüber hinaus konnte er sich nicht dauerhaft als Stammspieler empfehlen und er machte den Weg frei für Roger Byrne als Nachfolger auf seiner Position.

## Sportlicher Werdegang
Redman war ein „Eigengewächs“ von Manchester United. Er wurde in der Stadt geboren und nach einem ersten Jugendvertrag im Juni 1944 unterzeichnete er im November 1946 einen ersten Profikontrakt bei den „Red Devils“. Erstmals zum Einsatz kam der junge linke Verteidiger in der Spielzeit 1950/51, wobei er häufiger den altgedienten englischen Nationalspieler John Aston vertrat, der seinerseits dazu übergegangen war, den verletzten Mittelstürmer Jack Rowley zu ersetzen. In dieser sowie in der anschließenden Meistersaison 1951/52 absolvierte Redman jeweils 18 Pflichtspiele, bevor sich Roger Byrne als neue Stammkraft auf der linken Abwehrseite etablierte. So folgten für Redman in den folgenden zwei Jahren gerade einmal zwei weitere Einsätze, bevor er den Klub im Juni 1954 in Richtung des Zweitligisten FC Bury verließ.
Redman war „Opfer“ eines grundlegenden Umbaus von Trainer Matt Busby, der zu diesem Zeitpunkt seine „Busby Babes“ neu formierte. Vor Redman war bereits Stan Pearson denselben Weg gegangen und kurze Zeit später wechselte auch Henry Cockburn ins benachbarte Bury. Dort verbrachte Redman noch zwei weitere Profijahre, schloss mit dem Klub jeweils auf einem Mittelfeldplatz ab und wechselte dann in den Amateurbereich zum FC Buxton, für den er bis Sommer 1960 128 Pflichtspiele (kein Tor) bestritt und anschließend seine Laufbahn beendete. Er verstarb im Alter von 66 Jahren im Dezember 1994.

## Titel/Auszeichnungen
- Englischer Meister: 1952